# Ricki Herbert
Richard Lloyd Herbert (ur. 10 kwietnia 1961 w Auckland w Nowej Zelandii) – nowozelandzki piłkarz i trener, reprezentant kraju grający na pozycji obrońcy.

## Kariera piłkarska
Przygodę z futbolem rozpoczął w 1978 w klubie University-Mount Wellington. W 1979 miał krótki epizod w Nelson United. W 1980 powrócił do University-Mount Wellington. Jako zawodnik tej drużyny dwukrotnie wygrał mistrzostwo New Zealand National Soccer League w sezonach 1980 oraz 1982. Także dwukrotnie zdobył Puchar Nowej Zelandii w sezonach 1980 i 1982. Sezon 1983 spędził w australijskim zespole Sydney Olympic, po czym powrócił do University-Mount Wellington.
Po rozegraniu 22 spotkaniach w barwach University-Mount, został zawodnikiem angielskiego Wolverhampton Wanderers. W barwach Wilków rozegrał łącznie 45 spotkań na poziomie drugiej i trzeciej ligi. W 1986 po raz czwarty powrócił do University-Mount Wellington i już w pierwszym sezonie zdobył trzecie w swojej karierze mistrzostwo New Zealand National Soccer League. Jako zawodnik tej drużyny w 1989 zakończył karierę piłkarską.
| Sezon | Klub                        | Kraj          | Rozgrywki                          | Mecze | Bramki |
| ----- | --------------------------- | ------------- | ---------------------------------- | ----- | ------ |
| 1978  | University-Mount Wellington | Nowa Zelandia | New Zealand National Soccer League | 12    | 0      |
| 1979  | Nelson United               | Nowa Zelandia | New Zealand National Soccer League | 21    | 3      |
| 1980  | University-Mount Wellington | Nowa Zelandia | New Zealand National Soccer League | 22    | 0      |
| 1981  | University-Mount Wellington | Nowa Zelandia | New Zealand National Soccer League | 17    | 5      |
| 1982  | University-Mount Wellington | Nowa Zelandia | New Zealand National Soccer League | 10    | 0      |
| 1983  | Sydney Olympic FC           | Australia     | National Soccer League             | 23    | 0      |
| 1984  | University-Mount Wellington | Nowa Zelandia | New Zealand National Soccer League | 22    | 4      |
| 1985  | Wolverhampton               | Anglia        | Division Two                       |       |        |
| 1986  | Wolverhampton               | Anglia        | Division Three                     |       |        |
| 1986  | University-Mount Wellington | Nowa Zelandia | New Zealand National Soccer League | 22    | 6      |
| 1987  | University-Mount Wellington | Nowa Zelandia | New Zealand National Soccer League | 26    | 4      |
| 1988  | University-Mount Wellington | Nowa Zelandia | New Zealand National Soccer League |       |        |
| 1989  | University-Mount Wellington | Nowa Zelandia | New Zealand National Soccer League |       |        |

## Kariera reprezentacyjna
Herbert w pierwszej reprezentacji zadebiutował 20 sierpnia 1980 w meczu przeciwko reprezentacji Meksyku, wygranym 4:0. Był ważnym zawodnikiem podczas eliminacji do Mistrzostw Świata 1982, podczas których zagrał w 15 spotkaniach, w których strzelił 2 bramki.
Eliminacje zakończyły się awansem do turnieju finałowego, na który Herbert został powołany przez trenera Johna Adsheada. Podczas turnieju zagrał w trzech spotkaniach ze Szkocją, Związkiem Radzieckim i Brazylią. Nowa Zelandia zakończyła turniej po fazie grupowej. Po raz ostatni w reprezentacji zagrał 9 kwietnia 1989 w meczu eliminacji do Mistrzostw Świata 1990 przeciwko Izraelowi, zremisowanym 2:2. Łącznie Herbert w latach 1980–1989 zagrał w 61 spotkaniach reprezentacji Nowej Zelandii, w których strzelił 7 bramek.
| Mecze i gole w reprezentacji | Mecze i gole w reprezentacji | Mecze i gole w reprezentacji | Mecze i gole w reprezentacji | Mecze i gole w reprezentacji | Mecze i gole w reprezentacji | Mecze i gole w reprezentacji |
| #                            | Data                         | Miasto                       | Przeciwnik                   | Gol                          | Wynik                        | Rozgrywki                    |
| ---------------------------- | ---------------------------- | ---------------------------- | ---------------------------- | ---------------------------- | ---------------------------- | ---------------------------- |
| 1.                           | 20.08.1980                   | Auckland                     | Meksyk                       |                              | 4:0                          | towarzyski                   |
| 2.                           | 15.09.1980                   | Vancouver                    | Kanada                       |                              | 0:4                          | towarzyski                   |
| 3.                           | 18.09.1980                   | Edmonton                     | Kanada                       |                              | 0:3                          | towarzyski                   |
| 4.                           | 25.04.1981                   | Auckland                     | Australia                    |                              | 3:3                          | El. MŚ 1982                  |
| 5.                           | 03.05.1981                   | Ba                           | Fidżi                        |                              | 4:0                          | El. MŚ 1982                  |
| 6.                           | 07.05.1981                   | Tajpej                       | Chińskie Tajpej              |                              | 0:0                          | El. MŚ 1982                  |
| 7.                           | 11.05.1981                   | Dżakarta                     | Indonezja                    |                              | 2:0                          | El. MŚ 1982                  |
| 8.                           | 16.05.1981                   | Sydney                       | Australia                    |                              | 2:0                          | El. MŚ 1982                  |
| 9.                           | 23.05.1981                   | Auckland                     | Indonezja                    |                              | 5:0                          | El. MŚ 1982                  |
| 10.                          | 30.05.1981                   | Auckland                     | Chińskie Tajpej              |                              | 2:0                          | El. MŚ 1982                  |
| 11.                          | 16.08.1981                   | Auckland                     | Fidżi                        |                              | 13:0                         | El. MŚ 1982                  |
| 12.                          | 24.09.1981                   | Pekin                        | Chiny                        |                              | 0:0                          | El. MŚ 1982                  |
| 13.                          | 03.10.1981                   | Auckland                     | Chiny                        | Gol                          | 1:0                          | El. MŚ 1982                  |
| 14.                          | 10.10.1981                   | Auckland                     | Kuwejt                       |                              | 1:2                          | El. MŚ 1982                  |
| 15.                          | 28.11.1981                   | Auckland                     | Arabia Saudyjska             | Gol                          | 2:2                          | El. MŚ 1982                  |
| 16.                          | 14.12.1981                   | Kuwejt                       | Kuwejt                       |                              | 2:2                          | El. MŚ 1982                  |
| 17.                          | 19.12.1981                   | Rijad                        | Arabia Saudyjska             |                              | 5:0                          | El. MŚ 1982                  |
| 18.                          | 10.01.1982                   | Singapur                     | Chiny                        |                              | 2:1                          | El. MŚ 1982                  |
| 19.                          | 15.06.1982                   | Malaga                       | Szkocja                      |                              | 2:5                          | MŚ 1982                      |
| 20.                          | 19.06.1982                   | Malaga                       | ZSRR                         |                              | 0:3                          | MŚ 1982                      |
| 21.                          | 23.06.1982                   | Sevilla                      | Brazylia                     |                              | 0:4                          | MŚ 1982                      |
| 22.                          | 22.02.1983                   | Auckland                     | Australia                    | Gol                          | 2:1                          | towarzyski                   |
| 23.                          | 27.02.1983                   | Melbourne                    | Australia                    |                              | 2:0                          | towarzyski                   |
| 24.                          | 07.06.1983                   | Seul                         | Ghana                        | Gol                          | 2:0                          | towarzyski                   |
| 25.                          | 09.06.1983                   | Daegu                        | Sudan                        |                              | 1:1                          | towarzyski                   |
| 26.                          | 16.08.1983                   | Suva                         | Fidżi                        |                              | 0:2                          | towarzyski                   |
| 27.                          | 18.08.1983                   | Nadi                         | Fidżi                        |                              | 1:0                          | towarzyski                   |
| 28.                          | 25.09.1983                   | Auckland                     | Japonia                      |                              | 3:1                          | El. IO 1984                  |
| 29.                          | 01.10.1983                   | Auckland                     | Chińskie Tajpej              |                              | 2:0                          | El. IO 1984                  |
| 30.                          | 07.10.1983                   | Tokio                        | Japonia                      |                              | 1:0                          | El. IO 1984                  |
| 31.                          | 12.10.1983                   | Tajpej                       | Chińskie Tajpej              |                              | 1:1                          | El. IO 1984                  |
| 32.                          | 31.03.1984                   | Wellington                   | Malezja                      |                              | 2:0                          | towarzyski                   |
| 33.                          | 03.04.1984                   | Christchurch                 | Malezja                      |                              | 6:1                          | towarzyski                   |
| 34.                          | 08.05.1984                   | Auckland                     | Malezja                      |                              | 0:0                          | towarzyski                   |
| 35.                          | 15.04.1984                   | Singapur                     | Arabia Saudyjska             | Gol                          | 1:3                          | El. IO 1984                  |
| 36.                          | 19.04.1984                   | Singapur                     | Kuwejt                       |                              | 0:2                          | El. IO 1984                  |
| 37.                          | 22.04.1984                   | Singapur                     | Korea Południowa             |                              | 0:2                          | El. IO 1984                  |
| 38.                          | 24.04.1984                   | Singapur                     | Bahamy                       |                              | 0:1                          | El. IO 1984                  |
| 39.                          | 18.10.1984                   | Lautoka                      | Fidżi                        |                              | 2:1                          | towarzyski                   |
| 40.                          | 20.10.1984                   | Suva                         | Fidżi                        |                              | 1:1                          | towarzyski                   |
| 41.                          | 03.11.1985                   | Sydney                       | Australia                    |                              | 0:2                          | El. MŚ 1986                  |
| 42.                          | 17.09.1986                   | Lautoka                      | Fidżi                        | Gol · Gol                    | 4:2                          | towarzyski                   |
| 43.                          | 19.09.1986                   | Suva                         | Fidżi                        |                              | 2:1                          | towarzyski                   |
| 44.                          | 25.10.1986                   | Auckland                     | Australia                    |                              | 1:1                          | towarzyski                   |
| 45.                          | 02.11.1986                   | Sydney                       | Australia                    |                              | 1:2                          | towarzyski                   |
| 46.                          | 07.11.1987                   | Apia                         | Samoa Amerykańskie           |                              | 7:0                          | El. IO 1988                  |
| 47.                          | 06.03.1988                   | Melbourne                    | Chińskie Tajpej              |                              | 1:0                          | El. IO 1988                  |
| 48.                          | 09.03.1988                   | Adelajda                     | Izrael                       |                              | 0:2                          | El. IO 1988                  |
| 49.                          | 13.03.1988                   | Sydney                       | Australia                    |                              | 1:3                          | El. IO 1988                  |
| 50.                          | 20.03.1988                   | Christchurch                 | Chińskie Tajpej              |                              | 2:0                          | El. IO 1988                  |
| 51.                          | 23.03.1988                   | Wellington                   | Australia                    |                              | 1:1                          | El. IO 1988                  |
| 52.                          | 27.03.1988                   | Auckland                     | Izrael                       |                              | 0:1                          | El. IO 1988                  |
| 53.                          | 21.06.1988                   | Melbourne                    | Arabia Saudyjska             |                              | 2:0                          | towarzyski                   |
| 54.                          | 23.06.1988                   | Melbourne                    | Arabia Saudyjska             |                              | 3:2                          | towarzyski                   |
| 55.                          | 12.10.1988                   | Dunedin                      | Australia                    |                              | 1:2                          | towarzyski                   |
| 56.                          | 11.12.1988                   | Wellington                   | Chińskie Tajpej              |                              | 4:0                          | El. MŚ 1990                  |
| 57.                          | 15.12.1988                   | Auckland                     | Chińskie Tajpej              |                              | 4:1                          | El. MŚ 1990                  |
| 58.                          | 05.03.1989                   | Tel Awiw                     | Izrael                       |                              | 0:1                          | El. MŚ 1990                  |
| 59.                          | 12.03.1989                   | Sydney                       | Australia                    |                              | 1:4                          | El. MŚ 1990                  |
| 60.                          | 02.04.1989                   | Auckland                     | Australia                    |                              | 2:0                          | El. MŚ 1990                  |
| 61.                          | 09.04.1989                   | Auckland                     | Izrael                       |                              | 2:2                          | El. MŚ 1990                  |

## Kariera trenerska
Herbert karierę trenerską rozpoczął rok po zakończeniu kariery piłkarskiej w zespole Papakura City. Jako trener tej drużyny pracował do 1992. Od 1993 trenował przez lata drużynę Papatoetoe AFC. W 1996 rozpoczął pracę w klubie Central United. Poprowadził ten zespół do mistrzostwa New Zealand National Soccer League w 1999 oraz zdobycia Pucharu Nowej Zelandii w latach 1997–1998.
Sukcesy krajowe Herberta jako trenera przykuły uwagę krajowej federacji piłkarskiej. W 1999 został trenerem Nowej Zelandii U-23. Od 2001 pełnił również rolę asystenta selekcjonera reprezentacji Nowej Zelandii, a także od 2003, trenera kadry U-17. Wszystkie trzy funkcje łączył do 2005, kiedy to zastąpił Micka Waitta na stanowisku reprezentacji Nowej Zelandii. Podczas Pucharu Narodów Oceanii 2008 poprowadził drużynę do pierwszego od sześciu lat mistrzostwa kontynentu. Podczas turnieju rozgrywanego systemem grupowym, w którym udział brały 4. zespoły, Nowa Zelandia doznała tylko jednej porażki.
Rok później Nowa Zelandia zagrała po raz pierwszy w swojej historii w Pucharze Konfederacji. Ekipa prowadzona przez Herberta zremisowała bezbramkowo z Irakiem oraz przegrała z Hiszpanią 0:5 i RPA 0:2, kończąc turniej na ostatnim miejscu w grupie.
Za kadencji Herberta Nowa Zelandia po raz pierwszy od 28 lat zagrała na Mistrzostwach Świata. Podczas turnieju rozgrywanego w Południowej Afryce All Whites zanotowali trzy remisy w meczach ze Słowacją (1:1), Włochami (1:1) oraz Paragwajem (0:0). Ostatecznie Nowa Zelandia zakończyła mistrzostwa na 3. miejscu w grupie. Podczas Pucharu Narodów Oceanii w 2012 Nowa Zelandia zajęła 3. miejsce. Pracę na stanowisku selekcjonera reprezentacji Nowej Zelandii Herbert zakończył w 2013, co było spowodowane brakiem awansu na Mundial 2014 w Brazylii.
Pracę selekcjonera łączył z pracą w klubach. Od 2006 miał roczny epizod w klubie New Zealand Knights FC. Od 2007 do 2014 pracował w Wellington Phoenix. W 2014 miał krótki epizod w North East United. W 2015 powrócił do pracy z reprezentacjami, trenując najpierw Papuę-Nową Gwineę U-23, a następnie Malediwy, nie odnosząc większych sukcesów. Od 2017 do 2020 pracował w zespole Hamilton Wanderers. W 2020 pracował w zespole z Fidżi Ba FC.

## Sukcesy

### Zawodnik
University-Mount Wellington
- Mistrzostwo New Zealand National Soccer League (3): 1980, 1982, 1986
- Puchar Nowej Zelandii (2): 1980, 1982

### Trener
Nowa Zelandia
- Puchar Narodów Oceanii 1. miejsce (1): 2008
- Puchar Narodów Oceanii 3. miejsce (1): 2012

Central United
- Mistrzostwo New Zealand National Soccer League (1): 1999
- Puchar Nowej Zelandii (2): 1997, 1998